# تشارلز جنكس
تشارلز جنكس (بالإنجليزية: Charles Jencks)‏ (مواليد 1939) هو منظر ومهندس معماري ومصمم مناظر طبيعية أمريكي. كتب عن التاريخ ونقد ما بعد الحداثة (بالإنجليزية: Postmodernism)‏. عُرف على نطاق واسع في الأوساط المعمارية وخارجها. ولد في بالتيمور، ودرس الأدب الإنكليزي في جامعة هارفارد. في وقت لاحق حصل على شهادة الماجستير في الهندسة المعمارية من كلية الدراسات العليا للتصميم في عام 1965. كما حصل على شهادة الدكتوراه في الهندسة المعمارية والتاريخ من جامعة لندن.

## وصلات خارجية
- لغة العمارة بعد الحديثة